# Duvanjsko polje
Duvanjsko polje – polje w zachodniej Bośni i Hercegowinie.

## Opis
Jest położone na południowy wschód od Livanjskiego polja. Jego wysokość bezwzględna waha się w przedziale 860–910 m n.p.m. Zajmuje powierzchnię 122 km². Przez polje przepływa ponornica Šujica. Niżej położone obszary jesienią, zimą i wiosną bywają okresowo zalewane.
Jest wykorzystywane rolniczo do uprawy zbóż i ziemniaków oraz hodowli zwierząt, w szczególności owiec. Na skraju polja leży miasto Tomislavgrad.